# 下村良之介
下村 良之介（しもむら りょうのすけ、1923年10月15日 - 1998年12月30日）は、戦後に活躍した日本画家である。本名・良之助。

## 経歴
1923年（大正12年）10月15日大阪市に生まれる。1935年（昭和5年）12歳の時に京都府に移る。1943年（昭和18年）京都市立絵画専門学校日本画科を学徒動員のため繰上げ卒業。
1949年（昭和24年）パンリアル美術協会の結成に参加。戦後の日本画界にあって革新運動を展開した同協会第1回展から出品を続け、やがて指導者的役割を果たし、旺盛な活動を展開、最晩年まで協会とともに歩んだ。「反骨の画人」とも称されているその貴重な足跡は、「日本画」という伝統的なジャンルにとどまりながら開拓精神に貫かれている。
初期はキュビズムの影響下に制作をすすめるが、一方で戦争体験を機に、優雅で美しい花鳥風月の表現を中心とする日本画に不信感を抱き、社会的な主題にも熱い眼差しを注いだ。次第に「鳥」を主題とした作品を主軸に据えるようになり、建築用の墨つぼを使用した鋭い線描による画面へと移行していく。
1958年（昭和33年）カーネギー財団主催のピッツバーグ国際現代絵画彫刻展、1959年（昭和34年）ヒューストン美術館主催のかける月のぼる太陽展、1960年（昭和35年）中南米巡回日本現代絵画展、1964年（昭和39年）コーコラン美術館主催日本現代美術展などに出品するなど、海外展にも発表するようになる。この頃から紙粘土を画面に盛り上げてレリーフ状にし、あたかも化石のような鳥の形象を表現するという、独自の質感を持った強靱な作風を完成させていく。日本画のみならず、版画や陶芸、舞台美術なども手掛け、エッセイも数多く残した。1971年（昭和46年）から1989年（平成元年）まで大谷大学教授もつとめた。
1998年12月30日肺気腫のため京都市の病院で死去。

## 主な個展
- 1959年 初個展（フォルム画廊、東京）
- 1965年 第1回銅版画個展（淀画廊、大阪）
- 1989年 下村良之介展－鳥の歌・翔く形象－（O美術館、他）
- 1990年 市制40周年記念 はてしなき飛翔 下村良之介 展（刈谷市美術館）
- 1999年 第57回パンリアル展・「下村良之介追悼展」同時開催（京都市美術館）
- 2008年 没後10年 下村良之介展（京都国立近代美術館）
- 2019年 開館10周年記念 下村良之介 遊び礼讃 (BBプラザ美術館)

## 主な受賞歴
- みづゑ賞選抜展準賞〔1960年〕
- 丸善石油芸術奨励賞大賞(第1回)〔1961年〕
- 美術文化振興協会賞(第1回)〔1982年〕
- 京都府文化賞(第5回)〔1987年〕
- 京都市文化功労者賞〔1989年〕
- 京都美術文化賞(第8回)〔1995年〕

## 著書
- 『題名に困った本』(私家版、1983年)
- 『単眼複眼』(東方出版、1993年)
- 『歌麿（とんぼの本）』（共著、新潮社、1991年）

## その他の画集・展覧会図録
- 『反骨の画人 下村良之介作品集』（京都書院、1988年10月）
- 『「現代作家デッサン・シリーズ 下村良之介展」図録』（朝日新聞社、1898年10月）

## 註釈
1. 1 2  “下村良之介 | 京都国立近代美術館”. www2.momak.go.jp. 2020年10月23日閲覧。
2. ↑  下村良之介『出身県別 現代人物事典 西日本版』p904 サン・データ・システム 1980年
3. ↑  “下村良之介 :: 東文研アーカイブデータベース”. www.tobunken.go.jp. 2020年10月23日閲覧。